# Aleena Reji
Alena Reji (* 9. Mai 1999) ist eine indische Radsportlerin, die auf die Kurzzeitdisziplinen im Bahnradsport spezialisiert ist.

## Sportliche Laufbahn
2017 errang Alena Reji bei den Asienmeisterschaften der Junioren die Bronzemedaille in 500-Meter-Zeitfahren, wobei sie den indischen Rekord für Juniorinnen verbesserte. Im Teamsprint holte sie gemeinsam mit  Shushikala Agashe ebenfalls Bronze, die erste Medaille im Teamsprint bei Asienmeisterschaften für indische Sportler.
Im Jahr darauf wurde Reji für die Bahnweltmeisterschaften in Apeldoorn nominiert, wo sie gemeinsam mit Deborah Herold im Teamsprint an den Start ging. Das Duo belegte den letzten Platz. Alenas Reji wurde auch für die Commonwealth Games 2018 im April in Australien nominiert.
Nach zwei Podestplatzierungen bei den nationalen Meisterschaften 2021 gewann sie in der Saison 2022 ihren ersten nationalen Titel im 500-Meter-Zeitfahren. 2023 folgte der zweite nationale Titel, diesmal im Teamsprint.

## Erfolge
2017
- Junioren-Asienmeisterschaft – 500-Meter-Zeitfahren, Teamsprint (mit Shushikala Agashe)

2022
- Indische Meisterin – 500-Meter-Zeitfahren

2023
- Indische Meisterin – Teamsprint (mit Triyasha Paul und Sonali Chanu)